# Gina Tost i Faus
Gina Tost i Faus (Barcelona, 15 de febrer de 1985) és una comunicadora i periodista especialitzada en videojocs i tecnologia. Va ser secretària de Polítiques Digitals de la Generalitat de Catalunya del 8 de novembre de 2022 fins al Setembre de 2024.
És professora de comunicació a la Universitat Politècnica de Catalunya (UPC) i professora d'història i indústria dels videojocs al Tecnocampus de Mataró. Col·labora en el programa Generació Digital de Catalunya Ràdio i TV3, i al suplement dominical del Diari Ara.
Precursora del vídeo online a Internet, abans de la invenció de YouTube, i dedicada al sector dels videojocs, actualment figura al Top 100 European Founders, per The Hundert Magazine. Cinc anys després d'obrir el seu blog, l'any 2000, considerat un dels primers videoblogs de parla hispana, el 2005, va penjar el seu primer vídeo a la xarxa, el qual va tenir molta repercussió, i va començar a treballar amb Televisa. A partir del videoblog va aconseguir, també, tenir un programa a TV3 anomenat Ginàpolis, unes càpsules de cultura per a joves. Després va passar a Generació Digital a Catalunya Ràdio, i més endavant, el 2006, a un programa de televisió en directe per Internet.
A més de treballar per a cadenes de televisió, emissores de ràdio, diaris i webs de tot el món, incloent-hi Espanya, Llatinoamèrica, Estats Units o el Japó entre d'altres, ha participat com a professora de Grau en Videojocs, ha publicat juntament amb Oriol Boira, el llibre "Vida Extra" on s'explica com els videojocs i l'oci digital han passat a formar part de la cultura, les relacions i els hàbits de la nostra societat.
Ha estat cofundadora & CEO de l'empresa tecnològica i plataforma de promoció d'Apps Geenapp el 2013, la primera empresa programàtica Ad-Tech de Barcelona, empresa invertida per Kima Ventures, Caixa Capital Risc i Telefònica. Recomanada per la revista Wired com una de les millors cent empreses emergents del 2015.